# (6996) Alvensleben
Pour les articles homonymes, voir Alvensleben.
(6996) Alvensleben est un astéroïde de la ceinture principale.

## Description
(6996) Alvensleben est un astéroïde de la ceinture principale. Il fut découvert le 29 septembre 1973 à l'observatoire Palomar par Cornelis Johannes van Houten, Ingrid van Houten-Groeneveld et Tom Gehrels. Il présente une orbite caractérisée par un demi-grand axe de 3,43 UA, une excentricité de 0,10 et une inclinaison de 4,1° par rapport à l'écliptique.

## Compléments